# Liste der Monuments historiques in Hautefontaine
Die Liste der Monuments historiques in Hautefontaine führt die Monuments historiques in der französischen Gemeinde Hautefontaine auf.

## Liste der Bauwerke
| Bezeichnung      | Beschreibung | Standort | Kennzeichnung | Schutzstatus | Datum | Bild           |
| ---------------- | ------------ | -------- | ------------- | ------------ | ----- | -------------- |
| Kirche St-Firmin |              | (Lage)   | PA00114711    | Classé       | 1920  | weitere Bilder |

## Liste der Objekte
- Monuments historiques (Objekte) in Hautefontaine in der Base Palissy des französischen Kultusministeriums